# Mariusz Makowski
Mariusz Makowski (18. srpna 1958 Katovice, Polsko – 26. února 2019 Těšín) byl polský historik a muzeolog, od roku 1997 do 2010 předseda Matice Těšínské (Macierz Ziemi Cieszyńskiej). V roce 1981 absolvoval pobočku Uniwersytetu Śląskiego v Těšíně. Od roku 1980 pracuje v muzeu v Těšíně. Byl autorem četných výstav a publikací o dějinách Těšínského Slezska. V letech 1984–1988 a 1990–1994 byl radním v Těšíně.

## Publikace
- Těšín, Český Těšín na starých pohlednicích a fotografiích = Cieszyn, Czeski Cieszyn na starych widokówkach i fotografiach. Třinec : Wart, 1999. 178 s. ISBN 80-238-4804-6. (spoluautoři Henryk Wawreczka, Janusz Spyra)
- 100 lat Domu Narodowego w Cieszynie : 1901–2001. Cieszyn : Cieszyński Ośrodek Kultury "Dom Narodowy", 2002. 96 s. ISBN 83-913024-1-5.
- Šlechtická sídla na Těšínském Slezsku = Szlacheckie siedziby na Śląsku Cieszyńskim. Český Těšín ; Cieszyn : Regio ; Muzeum Śląska Cieszyńskiego, 2005. 350 s. ISBN 80-239-6051-2.
- Těšínské události 19.–21. století = Cieszyńskie wydarzenia XIX-XXI wieku = Teschener Ereignisse des 19.–21. Jahrhunderts. Bystřice : Ducatus Teschinensis, 2010. 175 s. ISBN 978-80-254-7235-4. (spoluautoři Irena Cichá, Janusz Spyra)